# Illes Rat
Les illes Rat (en anglès Rat Islands, en aleutià: Qax̂um tanangis) són un grup d'illes volcàniques que formen part de les illes Aleutianes, al sud-oest d'Alaska, entre l'illa Buldir i les illes Near, a l'oest, i l'estret Amchitka i les illes Andreanof a l'est.
Les illes més grans del grup són, d'oest a est Kiska, Little Kiska, Segula, Hawadax o Kryssei, Khvostof, Davidof, Little Sitkin, Amchitka i Semisopochnoi. La superfície total del grup de les illes Rat és de 934,594 km² i cap d'elles està habitada.

## Història
El nom d'illes Rat és la traducció a l'anglès del nom donat a les illes pel capità Fiódor Pretróvitx Litke quan va visitar les illes Aleutianes en un viatge al voltant del món el 1827. Les illes s'anomenen així per la gran quantitat de rates que viuen a l'illa Rat des d'aproximadament 1780, degut al naufragi d'un vaixell japonès. A partir del 2009 es creu que les rates van desaparèixer de l'illa.
Les Illes Rat són molt propenses a patir terratrèmols, ja que es troben en el límit de les plaques tectòniques del Pacífic i la nord-americana. El 1965 hi va haver un gran terratrèmol amb una magnitud de 8,7.